# Dorcadion valonense
Dorcadion valonense är en skalbaggsart som beskrevs av Maurice Pic 1917. Dorcadion valonense ingår i släktet Dorcadion och familjen långhorningar. Inga underarter finns listade i Catalogue of Life.